# Ceraclea erulla
Ceraclea erulla là một loài Trichoptera trong họ Leptoceridae. Chúng phân bố ở miền Tân bắc.